# مهند القيضي
مهند أحمد القيضي مواليد 26 مايو 1998 في القصيم ، السعودية، هو لاعب كرة قدم سعودي يلعب لنادي الأخدود السعودي . 

## مسيرة اللاعب
لعب في نادي الرائد ونادي البكيرية ونادي أبها ونادي الفيحاء.